# 酒井達也
酒井 達也（さかい たつや、1997年〈平成9年〉7月16日 - ）は、日本のプロバスケットボール選手。福岡県朝倉市出身。ポジションはポイントガード。B3リーグ・湘南ユナイテッドBC所属。

## 経歴

### 幼少期から大学進学まで
福岡県朝倉市に生まれ、小学3年生でミニバスケットボールを始める。多くのプロバスケットボール選手を輩出してきた鶴我隆博の在籍する福岡市立姪浜中学校に進学。同級生には琉球ゴールデンキングスの松脇圭志と山崎純がいる。3人で圧倒的な強さを見せていたためBIG3と呼ばれていた。鶴我の異動で福岡市立西福岡中学校に転校する。2012年には全校中学バスケットボール大会で八村塁のいる奥田中学校に決勝で勝利し、優勝。全中MVPにも選ばれる。
中学卒業後は群馬県前橋市の前橋育英高等学校に進学する。チームメイトには秋田ノーザンハピネッツの熊谷航、広島ドラゴンフライズの久岡幸太郎がいる。
高校卒業後は日本の大学からオファーはあったものの、アメリカのUniversity of Nebraska at Kearney（ネブラスカ大学カーニー校）に進学。

### プロキャリア
2018年にはEuropro Summer Leagueのトライアウトに参加し、スペイン5部リーグC.B Artesで1年間プレー。
2019年にはB.LEAGUE B2・越谷アルファーズで特別指定選手としてプレーする。
2020年7月、B3リーグのトライフープ岡山へ移籍。
ネブラスカ大学カーニー校在学中にスペインへ渡ったため、現在もバスケットと並行してオンラインの授業を取り、勉学に励んでいた。(2021年に卒業)
英語が話せるため、チーム内での日本人選手と外国籍選手とのコミュニケーションに一役買っている。トライフープ岡山にて、比留木謙司HCが退場した際には通訳も務めた。
2021-22シーズンは岡山でAC兼通訳を務め、2022年6月29日、B3リーグに新規参入する立川ダイスで現役復帰。
2023-2024シーズンは神奈川県の湘南ユナイテッドBCと契約。